# 2012年德国大奖赛
2012年德国大奖赛是2012年世界一級方程式錦標賽第十站賽事。正賽在7月22日於霍根海姆赛道舉行。法拉利车队的西班牙车手费尔南多·阿隆索在雨中获得杆位，並由其奪得該站冠軍。

## 赛事焦点
原定亞軍施巴斯坦·華特爾因為規被罰20秒，被貶至第五名。